# 趙博
趙 博（チョウ バク、Cho Bak、ハングル表記：조 박。1956年 - ）は、大阪府大阪市西成区出身の在日韓国人ミュージシャン。芸能活動では「ちょう・ぱぎ」「浪花の唄う巨人・パギやん」など称する。

## 来歴・人物
在日朝鮮人二世として被差別部落に生まれ、生後2週間で右目を失う。西山という通名を名乗って在日朝鮮人としての出自を隠し、勉強やスポーツや喧嘩で日本人に負けまいと必死だったという。1965年の日韓基本条約締結で大韓民国の国籍になった。1975年に神戸市外国語大学・ロシア学科に入学。1年留年の後1980年卒業。関西大学大学院に進み1983年文学修士号を取得。1986年〜1992年まで関西大学と河合塾の講師。1993年〜2004年まで河合塾英語科講師を務める。朝鮮学校の高等学校等就学支援金対象除外に反対する「無償化連絡会大阪」の賛同人も務めている。
大学・塾講師を務めていた1992年にロックバンドガーネット&レイジのリーダーとしてデビューし、1995年にCDアルバム『ソリ・マダン』でソロデビュー。TBSテレビの筑紫哲也 NEWS23で歌う塾講師として取り上げられた事によりカルトな全国区人気を博す様になる。デビュー以来、ライブ&トークやテレビ・ラジオ出演では、メジャーシーンで扱われない題材・テーマにこだわって表現活動を続けている。
2002年から、同じ在日の芸人であったマルセ太郎の得意演目「スクリーンのない映画館」（映画再現芸）に音楽的要素を加味した「歌うキネマ」公演を開始、現在までの主な演目としては「ホタル」「マルコムX」「キクとイサム」「神様こんにちは」「砂の器」「風の丘を越えて（西便制）」「パッチギ!」。2004年に塾講師をやめて芸能活動に専念する一方、おんな組いのちの会員（※ 名義は「在日関西人」）、人権活動家としても知られている。
マルセに私淑した関係から、永六輔と親交が深く2006年TBSラジオの土曜ワイドラジオTOKYO 永六輔その新世界にはよく出演していて「2006年度芸能大賞」に選ばれた。
天皇や歴史的な事柄をはじめとする日本の風土を強く批判し、度々それを新曲やラジオ番組で発表している。北朝鮮による拉致の事実に関しては「本来は僕らの手で暴くべきだったのに、あんな奴らに暴かれてしまった」とし、『拉致議連の議員たちは、我が世の春と言わんばかりに、「それみたことか、俺たちの方が正しかった。北朝鮮は悪い。総連も悪い」と言っているけど、僕に言わせると「お前らに言われる筋合いないんじゃ、アホ!」って思う』と発言したこともある。

## ディスコグラフィー
※ガーネット＆レイジ時代は除く。

### シングル
- 橋／長らくご無沙汰してるけど （1999年4月19日）唯一のCDシングル。

### アルバム
- ソリマダン（1999年5月20日）
- ガーリックちんどん（2000年6月12日）※封印作品のヘライデを収録。
- 光のエチュード（2001年10月5日）
- 彼処此処（おちこち）（2002年12月10日）2枚組ライブCDアルバム。
- 『恨』歌集（2004年9月1日）全編韓国語のCDアルバム。
- 星の天秤 （2005年12月）CDアコースティックアルバム。
- 趙博ベスト30（2006年11月22日）2枚組ベストアルバム。

## 発言
- 「生まれは日本だが、国籍は韓国。自分は日本人とも韓国人とも思っていない。在日関西人だ」[3]
- 「日本で生まれ育って、これだけ日本語がしゃべれても日本人じゃあらへん。それは日本が世界でも珍しい血統主義を取ってるから」[4]
- 「日本では、父親か母親が日本国民なら子も日本国民とする(子供が国籍を選択できる)父母両系血統主義を採用している。ちなみに韓国も同様である」
- 「朝鮮にかえれ！という罵倒ないしは差別・扇動に対しては、これからこう答えましょう。“そうですね、御天子様(天皇陛下のこと)もご一緒に！帰国費用は国持ちですよね”」

## 編・著作一覧
- 在日朝鮮人民族教育擁護闘争資料集(2)　1988年11月発行・明石書店
- CDブック・ニッポンて何やねん？セレブレーションコンサート1995年6月発行・東方出版
- 英語がわかる 1999年9月発行・河合出版
- ぼくは在日関西人・浪速の歌う巨人パギやん奮戦記 2003年9月発行・解放出版社
- 夢・葬送～浪速の歌う巨人パギやん Song Book ～ 2007年2月発行・みずのわ出版

## ラジオ出演
- 1998年から兵庫県神戸市長田区のコミュニティFMFMわぃわぃでDJを担当。2006年からは神奈川県相模原市のコミュニティFMFMさがみで朴慶南とのコンビでレギュラー番組を持っている。